# Бирампур (подокруг)
Бирампур (бенг. বিরামপুর, англ. Birampur) — подокруг на севере Бангладеш. Входит в состав округа Динаджпур. Административный центр — город Бирампур. Площадь подокруга — 211,81 км². По данным переписи 1991 года численность населения подокруга составляла 134 778 человек. Плотность населения равнялась 636 чел. на 1 км². Уровень грамотности населения составлял 29,8 %. Религиозный состав: мусульмане — 88,27 %, индуисты — 7,16 %, христиане — 2,32 %, прочие — 2,25 %.